# Acrostemon stokoei
Acrostemon stokoei là một loài thực vật có hoa trong họ Thạch nam. Loài này được L.Guthrie mô tả khoa học đầu tiên năm 1925.